# Баррхейвен
Баррхейвен — быстрорастущий пригородный район к юго-западу от городской части города Оттава, Онтарио, Канада, примерно в 17 км от городского центра. До слияния с Оттавой в 2001 году Баррхейвен был частью города Нипин. Население, согласно переписи 2016 года, составило 87 234 человека.

## География
Границы Баррхейвена приблизительно определяются так: север — Зелёный пояс, восток — река Ридо, запад — автомагистраль 416, юг — новая застройка Half Moon Bay вдоль Cambrian Rd к югу от реки Джок. Район делится по диагонали на две примерно равные части железнодорожными путями CN . Баррхейвен окружен сельскими районами и сельскохозяйственными угодьями, за исключением растущего квартала Риверсайд Юг через реку Ридо. Прямо к югу от Бархавена находится пригородный городок Манотик.

## История
Земли, где сейчас находился Баррхейвен, долгое время населяли индейцы-алгонкины. В XIX веке эта территория была заселена фермерами.
Старая Баррхейвенская школа была построена в 1906 году. В 1911 году компания «Северная железная дорога Канады» проложила через этот район железнодорожную линию из Оттавы в Торонто, с узловой станцией Fallowfield (недалеко от пересечения улиц Strandherd Dr и Cedarview Rd, ныне закрыта). После многолетнего перерыва пассажирские железнодорожные перевозки были возобновлены осенью 2002 через новую станцию Fallowfield, расположенную на пересечении Fallowfield Road и Woodroffe Avenue.
Современный Баррхейвен начал развиваться в 1960-х годах в числе группы новых пригородов, построенных за пределами Зелёного пояса Оттавы. Застройку начал Мел Барр, в честь которого назван один из кварталов. Барр изначально купил ферму площадью 200 акров (0.81 км²) с намерением построить ипподром. Однако далее на востоке уже находился Rideau Carleton Raceway, поэтому в конечном счёте, вместо этого Барр решил использовать свою землю для жилой застройки. В 1968-69 гг. была построена первая школа в районе.
Баррхейвен впоследствии быстро разросся в пригород населением в несколько десятков тысяч человек. При этом коммерческая инфраструктура росла намного медленнее темпов жилой застройки. В 1990 году район обслуживался одним продуктовым магазином, в нём не было кинотеатра и даже бара. Ситуация изменилась с открытием в 1991 году обширного комплекса крупных магазинов Barrhaven Town Center и небольших коммерческих заведений, а также нескольких небольших торговых центров. В 1990-х годах в район также переехали несколько высокотехнологичных компаний (такие, как JDS Uniphase и Nortel). В 1998 году в этом районе открылась первая средняя школа — им. Матери Терезы (католическая), в 1999 году — средняя школа имени Джона МакКрея (публичная), в 2002 г. средняя школа Святого Иосифа (католическая). В сентябре 2009 года открылась средняя школа Лонгфилдс-Дэвидсон Хайтс (государственная). В 2011 году открылась католическая школа École Pierre-Savard.

## Характеристика
Поскольку Баррхейвен был застроен за довольно короткие сроки, он выглядит довольно однообразно, учитывая его огромные по оттавским меркам размеры. Подвляющие большинство домов — частные. В более старых частях Баррхейвена улицы криволинейные и не образуют сетки, как в старых частях Оттавы.

## Популярная культура
В 2010-х гг. на Youtube появилось несколько юмористических роликов (Come to my party in Barrhaven, его продолжения и пародии), где обыгрывалось «слишком удалённое» положение Баррхейвена от центра, что создавало массу непреодолимых препятствий для приглашения друзей на вечеринку в этот район.